# صفت
صفت (به فارسی: گزارواژه، به انگلیسی: Adjective) چیزی که نام گزارد. یا به عبارتی دیگر صفت، واژه‌ای است که یک اسم را توصیف کند. «یک اسب خاکستری»، عبارتی دقیق‌تر از «یک اسب» است. ما می‌توانیم برای توصیف بیشتر این کلمه، از صفت‌هایی مانند بزرگ و دوست‌داشتنی نیز استفاده کنیم: «اسب خاکستری بزرگ و دوست‌داشتنی.» برچسب جزء کلامی یک صفت  ADJ می‌باشد.

## انواع صفت
صفت‌ها معمولاً بعد از اسم می‌آیند: «کیک خوشمزه»؛ ولی گاهی وقتها قبل از اسم هم قرار می‌گیرند: مانند «تاریک‌خانه».
بر اساس زبان، یک صفت می‌تواند قبل از اسم متناظر بر اساس پیشوندی بیاید، یا می‌تواند بعد از یک اسم متناظر بر یک اساس پسوندی بیاید. ملاحظات ساختاری، زمینه‌ای، و نگارشی، می‌تواند روی حمل قبل یا بعد یک صفت در یک نمونه داده شده از وقوع آن تاثیر گذارد.

### صفت فاعلی
شیوهٔ ساخت: بن مضارع + پسوند …
آن است که بر کنندهٔ کار یا دارندهٔ معنی دلالت کند و نشانه‌های آن عبارت‌اند از:
1. «نده» که به بن مضارع فعل افزوده می‌شود: بیننده، خواهنده، شناسنده، بافنده
2. «ان» مثل: خواهان، پرسان، دمان، روان، دوان
3. «الف» که آن نیز به  بن مضارع  فعل افزوده می‌شود، مانند: شکیبا، زیبا، خوانا، گویا، بینا، پویا
4. «ار» در بیشتر موارد به  بن ماضی (یا همان بن گذشته) فعل افزوده می‌شود، مانند: خریدار، خواستار، برخوردار، گرفتار، پرستار، بُردار
5. «گار» که به هر دو بن‌های ماضی و مضارع افزوده می‌شود، مانند: آموزگار، پرهیزگار، آمرزگار، آفریدگار
6. «کار» که غالباً به آخر اسم معنی ملحق می‌شود، مانند: ستمکار، فراموشکار
7. «گر» در آخر اسم معنی می‌آید، مانند: پیروزگر، دادگر، بیدادگر

صفت فاعلی که به «نده» ختم شود، غالباً در عمل و صفت غیر ثابت به کار گرفته می‌شود، مانند: رونده، یعنی کسی که عمل رفتن را انجام می‌دهد.
صفاتی که به «ان» ختم می‌شود، بیشتر معنی حال را می‌دهد، مانند: سوزان، نالان، روان، دوان
صفاتی که به «الف» ختم می‌شود، حالت ثابت را می‌رساند، مانند: دانا
لغاتی که به «گار، کار، گر» ختم می‌شود مبالغه را می‌رساند مانند: آموزگار، ستمکار، ستمگر
«گار» همیشه بعد از واژه‌هایی که از فعل مشتق می‌شود می‌آید ولی «کار» پس از اسم معنی و غیر مشتق به کار می‌رود.
«گر» در غیر اسم معنی، شغل را می‌رساند، مانند: آهنگر و این جزو صفات فاعلی نیست.
<<== ترکیب صفت فاعلی ==>>
صفت فاعلی چهار نوع دارد:
۱- حالت اضافی که صفت به مابعدِ خود اضافه می‌شود:
فزایندهٔ باد آوردگاه / فشانندهٔ خون ز ابر سیاه
۲- با تقدّم صفت و حذف کسرهٔ اضافه:
جهاندار محمودِ گیرنده شهر / ز شادی به هرکس رساننده بهر
۳- با تأخیر صفت بدون آن که در آن تغییری رخ دهد:
من‌ام گفت یزدان پرستنده شاه / مرا ایزد پاک داد این کلاه
۴- با تأخیر صفت و حذف علامت صفت «نده» مانند سرافراز، گردن‌فراز که سر افرازنده و گردن‌فرازنده بوده و این کار قیاسی است.
هرگاه صفت فاعلی با مفعول یا یکی از قیود مثل: بیش، کم، بسیار، پیش، پس و نظایر آن ترکیب شود علامت صفت حذف می‌شود مثل: کم گوی، پیش‌گوی، کم‌گوی، بسیاردان، پیشرو، پس‌رو
صفتی که به «ان» ختم می‌شود، هرگاه مکرر شود، ممکن است علامت صفت را از اول حذف کنند، مثل: لرزلرزان، جنب‌جنبان، پرس‌پرسان، کش‌کشان، لنگ‌لنگان

### صفت مفعولی
شیوهٔ ساخت: بن ماضی + پسوند…
صفت مفعولی بر آنچه فعل بر آن واقع شده باشد، دلالت می‌کند، مانند: پوشیده، برده. یعنی آنچه پوشیدن و بردن بر آن واقع شده باشد و علامت آن «ه» ماقبل مفتوح است که به بن ماضی فعل افزوده می‌شود.

آنچه گفته شد برای افعال ساده است. برای افعال مرکب اگر دارای همکرد کردن باشند صفت مفعولی نداریم و اگر همکرد فعل مرکب غیر از کردن باشد با افزودن پسوند «ه» به ستاکِ گذشتهٔ همکرد صفت مفعولی ساخته میشود.
ترکیبات صفت مفعولی از این قرار است:
1. آن که صفت را مقدم داشته، اضافه کنند، مانند: پرودهٔ نعمت، آلودهٔ منت.
2. با تقدیم صفت و حذف حرکت اضافه، مانند: آلوده نظر
3. آن که صفت را در آخر آورند و هیچ تغییری ندهند، مثل: خواب‌آلوده، شراب‌آلوده
4. مانند نوع سوم ولی با حذف علامت صفت، مثل: خاک‌آلود، نعمت‌پرورد، دست‌پخت
5. با تأخیر صفت و حذف «ده» از پایان آن، چنان‌که به ترکیب صفت فاعلی شبیه باشد: پناه‌پرور، دست‌پرور

هرگاه بخواهند صفت مفعولی را که تخفیف یافته، جمع ببندند آن را به حال اول برمی‌گردانند، مثلاً: دست‌پروردگان
ولی در تخفیف صفت فاعلی برگرداندن به حال اصلی لازم نیست، مثل: گردنکشان، سرافرازان، نامداران

### صفت برتر
صفت برتر (تفضیلی) آن است که در آخر آن لفظ «تر» افزوده شود و مفاد آن، ترجیح موصوف است بر شخص دیگر که در وجود صفت با او شریک و همتاست و آن تنها به آخر صفت و کلماتی که در معنی صفت باشد، پیوسته شود، مانند: گوینده‌تر، شتابنده‌تر، فزاینده‌تر، گریانده‌تر، مردتر، برتر
صفت برتر به یکی از سه طریق زیر استعمال می‌شود:
1. با «از»: خِرد از مال سودمندتر است.
2. با «که»: دانش بهتر که مال. سیرت پسندیده‌تر که صورت.
3. با اضافه، چنان‌که گوییم: تواناترِ مردم کسی است که دانایی او فزون‌تر باشد.

صفت برترین:
هرگاه بخواهند صفت برتر را اضافه کنند: «ین» در آخر آن می‌آورند: بزرگ‌ترینِ شعرای ایران فردوسی است.
الفاظی از قبیل: مه، به، که و بیش به معنی صفت برتر به کار می‌روند و در آخر آن‌ها نیز «ین» درمی‌آورند: مهین، بهین، کهین.
هرگاه «ین» در آخر صفات تفضیلی درآید، افادهٔ معنی تخصیص کند، مثل: کمترین، فاضل‌ترین.
در این حالت اگر صفت برتر را اضافه کنند، مابعد آن را جمع آورند، مثل: بزرگ‌ترینِ مردان و فاضل‌ترینِ رجال امروز اوست؛ و بدون اضافه باید لفظ مفرد استعمال شود: تواناترین مرد، بیناترین شاگرد.

### صفت نسبی
صفت نسبی آن است که نسبت به چیزی یا محلی را برساند و علامت‌های آن عبارت است از:
۱- «ی» در آخر کلمه مانند: آسمانی، زمینی، آتشی، هوایی، خاکی، پارسی، اصفهانی، نیشابوری
«ی» نسبت همواره به مفرد پیوسته می‌شود و کلماتی از قبیل: کاویانی، خسروانی، کیانی، پهلوانی، نادر است و بر آن قیاس نمی‌توان کرد.
۲- «ه» مخفی و غیرملفوظ: دوروزه، یک‌شبه، یکساله، صده، دهه، هزاره
و این «ه» غالباً در ترکیبات عددی استعمال می‌شود؛ و گاهی تنهایی در غیر این مورد استعمال شده‌است، مثل: نبرده
1. «ین» و این در آخر اسم‌ها درمی‌آید: سفالین، جوین، خونین، گندمین، بلورین؛ و گاهی این ادات را با «ه» جمع می‌کنند و در آخر کلمه می‌آورند: بلورینه، زرینه، سیمینه، پشمینه
2. «گان» مانند: گروگان، پدرگان

### صفت مرکب (صفت ترکیبی)
صفاتی را که از ترکیب دو کلمه حاصل شود، مرکب یا صفت ترکیبی می‌گویند و اقسام آن به شرح زیر است:
1. ترکیب تشبیهی که از به هم پیوستن «مشبه» به «مشبه» یا «مشبه» به «وجه شبه» حاصل می‌شود، مثل: نیکوکار، اندوهگین، گل‌رنگ، مشک‌بوی، حق‌شناس
2. ترکیب دو اسم بدون ادات: جفاپیشه، هنرپیشه
3. ترکیب دو اسم به اضافهٔ ادات مثل: نیزه‌به‌دست
4. ترکیب اسم با ادات مانند: باشعور، باحال، باغیرت، باایمان

### صفت سماعی و قیاسی
1. واژه‌ای را که دارای معنی وصفی باشد و در زبان پارسیِ کنونی برای آن اشتقاق یا ترکیبی در تصور نباشد، صفت سماعی گویند: گران، سبک، نیک، بد، زشت، تنگ، کوتاه
2. کلماتی که بر رنگ دلالت می‌کنند بیشتر صفت سماعی هستند: سپید، سیاه، سرخ، زرد

و گاه قیاسی: نیلی، آبی، سرمه‌ای
۳- صفات سماعی هنگام ترکیب مقدم هستند: گران‌سنگ، سبک‌مغز، کوتاه‌قد
و گاه مؤخر: چشم‌سفید، بالابلند
صفت لیاقت
۱.از ترکیب مصدرفعل+ی ساخته میشود.مثل آشامیدنی،ستودنی

## شیوه کاربرد صفت
1. صفت پیش از موصوف و بعد از آن نیز می‌آید، و هرگاه موصوف مقدم باشد به شکل اضافه استعمال می‌شود و کسرهٔ اضافه بر حرف آخر موصوف وارد می‌شود: دیوار بلند
2. هرگاه موصوف به «و» یا «الف» ختم شود، در آخر آن «ی» اضافه می‌شود و وقتی به «ه» مخفی ختم شود، «ی» ملیِّنه اضافه می‌شود: نیروی زمینی، هوای پاک، کوچهٔ تنگ
3. صفت‌های مرکب غالباً به واسطهٔ یکی از اجزای خود به موصوف مرتبط می‌شوند و بنابراین از صفت و موصوف تشکیل می‌شوند
4. مطابقهٔ صفت با موصوف روا نیست و چون موصوف، جمع باشد صفت را مفرد می‌آورند و همین روش میان نویسندگان و شاعران معمول بوده و هم‌اکنون نیز متداول است و برخلاف این نیز مواردی در سخن بزرگان دیده شده که صفت را با موصوف تطبیق می‌دهند

## چندی صفت و موصوف
هرگاه موصوفی دارای چند صفت باشد آن را به یکی از سه طریق استعمال می‌کنند:
الف - موصوف را مقدم می‌کنند و صفات را به همدیگر اضافه می‌کنند، مانند: آسمانِ غرانِ بیکران
ب- صفات را به هم عطف می‌کنند، مانند: طبیعت زیبا و دوست‌داشتنی
ج- بعضی از صفات را پیش از موصوف و بعضی را پس از آن می‌آورند و در صورتی که در آخر موصوف، «ی» وحدت نباشد، اضافه می‌کنند، مانند: سپید موی بلند.
هرگاه صفت و موصوف متعدد باشد، ممکن است آن را به یکی از چند طریق استعمال کنند:
الف- هر صفتی با موصوف خود ذکر شود، مانند: دشت وسیع و کوه بلند
ب- موصوف‌ها مقدم و صفت‌ها مؤخر باشند و در این صورت یا هر دو صفت به هر دو موصوف ممکن است راجع شود یا آن که هر صفتی به یکی از موصوف‌ها تعلق گیرد، مانند کوه‌ها و دشت‌های وسیع و بلند.
همچنین ممکن است یک صفت دارای دو موصوف باشد، مانند دشت خشک بیکران.

## تَقَدُّمِ صفت بر مضافٌ‌الیه
وقتی موصوف را بخواهند اضافه کنند، صفت را می‌آورند و پس از آن عمل اضافه را انجام می‌دهند و این مطّرد و در نظم و نثر متداول است، ولی در بعضی مواقع اضافه را بر وصف مقدم می‌کنند: هوای آلودهٔ تهران.

## «ی» وحدت در موصوف و صفت
«ی» وحدت یا در آخر صفت درمی‌آید چنان‌که می‌گوییم: «مرد فاضلی است. طبع لطیفی دارد»، و اکنون این طریقه زبان فارسی معمول است؛ یا در آخر موصوف، مذکور می‌افتد
هرگاه مقصود از صفت بیان جنس و نوع موصوف باشد، بیشتر آن را با «ی» وحدت همراه می‌کنند و در اول آن لفظ «ازین» می‌آورند
هرگاه مقصود تعداد و شمردن اوصاف باشد، آن را هم عطف نمی‌کنند
در موقع ندا و الحاق «ی» وحدت به هریک از صفت‌ها، مقصود شمردن و تعداد اوصاف باشد و غالباً موصوف ذکر نمی‌شود.

## ضمیر موصوف
ضمیر «من» از میانهٔ ضمایر، موصوف واقع می‌شود
در سایر ضمایر، صفت در حکم توضیح و به‌منزلهٔ بدل است.

## صفت حالیه
مانند: شادان، بهاران، گریان